# 哈达斯·雅伦
哈妲絲·亞容（希伯來語：‎，1990年4月12日—），以色列女演員。她在兒時開始演戲，電影首秀是在2006年《看不見的真相》擔任配角。亞容最為知名的是在2012年以色列劇情片《填補空白》擔任主角希拉·曼德爾曼。同年9月，她獲得以色列電影學院獎，並成為首位贏得威尼斯影展最佳女演員獎的以色列人。

## 早年生活
哈妲絲·亞容生於以色列一個猶太人家庭。她在特拉維夫長大。她青少年時在提喬·埃罗尼·阿列夫藝術學院（Tichon Eroni Alef Art School）學習戲劇。
由於以色列女性需強制參軍，所以亞容高中畢業後在以色列國防軍呆了兩年。對於自己在軍隊的角色，她說：「我像個士兵但我不是士兵。」並接著說道：「我穿著制服，但是身處在教育系統中。我就像一些寄宿學校的嚮導，像與小孩和青少年相處。我有個小團體，並跟他們相處了一整年。」她稱在以色列國防軍的幾年「就像你生命中停頓了一樣」。

## 生涯
哈妲絲·亞容在8歲開始演戲，並在14歲時接到第一部電影《看不見的真相》（Out of Sight）。《看不見的真相》講述了年輕的盲女（塔丽·莎朗飾）在得知表妹塔利亞（Talia）自殺後從美國返回以色列，之後她嘗試去發現背後的原因。亞容飾演回憶中年輕的塔利亞。
在參軍期間和之後，亞容在特拉維夫尾端迪岑哥夫街的一間咖啡店作服務生。她對此表示，「有一晚你身穿晚禮服，但第二早你得回去咖啡店賣咖啡，這還蠻有趣的」。在接受《居伊·派因斯下午好》（Good Evening with Guy Pines）的訪問時，咖啡店店主回憶道：「她並非一個十分好的服務生。她摔倒並把東西撒的周圍都是。」
她於2010年試鏡拉瑪·布希頓電影《填補空白》的女主角希拉（Shira）。布希頓說：「哈妲絲在這個過程的最後才到。我見過了以色列的所有人，接著她走進來並開始試鏡，然後我開始瘋狂大笑，因為我知道找到她了。哈妲絲的美麗是她不自知的。當時我告訴她：『哈妲絲，20歲的你有可能會成為大明星時，你會怎麼做？』她只是向我微笑。這種不自知真的是她的美麗，而這如此契合希拉的性格。」
電影好評如潮，影評人尤其讚賞亞容的演出。9月，她贏得威尼斯影展最佳女演員獎和以色列電影學院獎。
2018年，亞容出演加斯·戴維斯的電影《抹大拉的馬利亞》。

## 影視作品
| 年份 | 片名               | 角色          | 注釋                                 |
| ---- | ------------------ | ------------- | ------------------------------------ |
| 2006 | 《看不見的真相》   | 年輕塔利亞    |                                      |
| 2012 | 《填補空白》       | 希拉·曼德爾曼 |                                      |
| 2013 | 《谢迪瑟之家》     | 利比·谢迪瑟   | 第二季首次出現，之後成為該劇常規角色 |
| 2014 | 《費利克斯和梅拉》 | 梅拉          |                                      |
| 2014 | 《顧問先生有問題》 | 亞希暖        |                                      |
| 2018 | 《抹大拉的馬利亞》 | 撒拉          |                                      |
| 2018 | 《露西亞卡到神》   | 瑪丹娜        |                                      |

## 獲獎
| 年份 | 獎項             | 範疇                 | 片名               | 結果 | 參考   |
| ---- | ---------------- | -------------------- | ------------------ | ---- | ------ |
| 2012 | 威尼斯电影节     | 沃爾庇杯最佳女演員獎 | 《填补空白》       | 獲獎 | [ 13 ] |
| 2012 | 以色列電影學院獎 | 最佳女演員           | 《填补空白》       | 獲獎 | [ 1 ]  |
| 2014 | 惠斯勒影展       | 博爾索電影最佳演員獎 | 《費利克斯和梅拉》 | 獲獎 | [ 14 ] |
| 2015 | 加拿大影視獎     | 最佳女演員           | 《費利克斯和梅拉》 | 提名 | [ 15 ] |

## 外部鏈接
- 哈达斯·雅伦在互联网电影资料库（IMDb）上的資料（英文）
- 哈达斯·雅伦在豆瓣上的资料（简体中文）